# 诺伊基兴 (下巴伐利亚行政区)
诺伊基兴（德語：Neukirchen，發音：[nɔʏˈkɪʁçn̩] ⓘ）是德国巴伐利亚州的市镇，属于下巴伐利亚行政区施特劳宾-博根县。该市镇总面积为24.45平方千米，2023年12月31日总人口为1,749人。